# Glossoloma tetragonum
Glossoloma tetragonum là một loài thực vật có hoa trong họ Tai voi. Loài này được Hanst. mô tả khoa học đầu tiên năm 1853.

## Hình ảnh

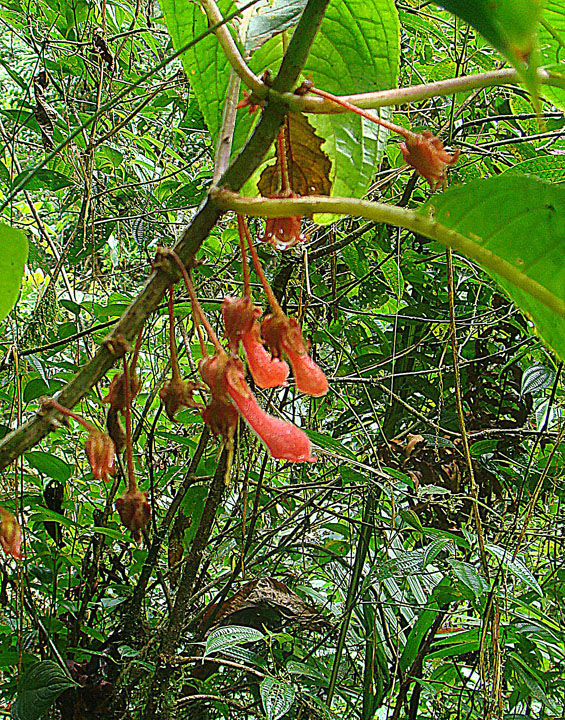